# Valas comuns na União Soviética
O governo da União Soviética sob Stalin assassinou muitos dos seus próprios cidadãos e estrangeiros.
Estes assassinatos em massa foram realizadas pelas organizações de segurança, tais como o NKVD, e atingiu seu pico no Grande Expurgo de 1937-38, quando quase 700 000 foram executados por um tiro na base do crânio. Após o desaparecimento da URSS em 1991, muitos dos locais de sepultamento foram descobertos. Algumas das sepulturas em massa mais notáveis incluem:
- Bykivnia - contendo uma estimativa entre 120 000 a 225 000 cadáveres
- Kurapaty - as estimativas variam entre 30 000 a 200 000 corpos encontrados.
- Sandarmokh - mais de 9.000 corpos descobertos